# Брудзень-Дужи (гмина)
Брудзень-Дужи (пол. Brudzeń Duży) — сельская гмина (волость) в Польше, входит как административная единица в Плоцкий повет, Мазовецкое воеводство. Население — 7868 человек (на 2004 год).

## Демография
| Перепись                       | Всего   | Всего | Женщины | Женщины | Мужчины | Мужчины |
| ------------------------------ | ------- | ----- | ------- | ------- | ------- | ------- |
| Единицы                        | человек | %     | человек | %       | человек | %       |
| Население                      | 7868    | 100   | 3849    | 48,9    | 4019    | 51,1    |
| Плотность населения (чел./км²) | 48,6    | 48,6  | 23,8    | 23,8    | 24,8    | 24,8    |

## Сельские округа
1. Бондково-Косцельне
2. Бондково-Рохны
3. Бондково-Румунки
4. Брудзень-Дужы
5. Брудзень-Малы
6. Цегельня
7. Глувина
8. Гожехово
9. Карвосеки-Холевице
10. Карвосеки-Носковице
11. Клобуково-Патше
12. Кшижаново
13. Лясотки
14. Мужиново
15. Мыслибожице
16. Нове-Карвосеки
17. Пажень
18. Рембелин
19. Рокице
20. Сецень
21. Сецень-Румунки
22. Сикуж
23. Собово
24. Струпчево-Дуже
25. Суходул
26. Тужа-Мала
27. Тужа-Велька
28. Унеево
29. Венцлавице
30. Винница
31. Жерники

## Поселения
1. Бондково-Езорне
2. Бондково-Подлясе
3. Бондково-Рохны
4. Бискупице
5. Цершево
6. Изабелин
7. Яношице
8. Лукошино-Борки
9. Пажень-Янувек
10. Радотки
11. Робертово
12. Венцлавице
13. Винцентово
14. Здзембуж

## Соседние гмины
1. Гмина Добжинь-над-Вислон
2. Гмина Гоздово
3. Гмина Мохово
4. Гмина Новы-Дунинув
5. Гмина Стара-Бяла
6. Гмина Тлухово
7. Гмина Влоцлавек